# Mauterndorf
Mauterndorf este o comună (târg) în fostul district Lungau, el are o populație în anul 2008 de 1.806 loc. fiind după mărime a patra comună din district.